# Archanara rosearadiata
Archanara rosearadiata är en fjärilsart som beskrevs av Wighton. Archanara rosearadiata ingår i släktet Archanara och familjen nattflyn. Inga underarter finns listade i Catalogue of Life.